# الأمر التنفيذي رقم 13769

خريطة للبلدان المتأثرة مباشرة بالأمر التنفيذي

الأمر التنفيذي 13769، كان أمرًا تنفيذيًا وقعه الرئيس دونالد ترامب في 27 يناير 2017 وحمل عنوان "حماية الأمة من دخول الإرهابيين الأجانب إلى الولايات المتحدة"، عرف شعبياً باسم "حظر المسلمين" من قبل ترامب وأنصاره وحتى من قبل منتقديه، بسبب تأثيره على الدول ذات الأغلبية المسلمة. استمر الأمر التنفيذي ساري المفعول حتى 6 مارس 2017، عندما تم استبداله بـالأمر التنفيذي رقم 13780  والذي حمل العنوان نفسه.

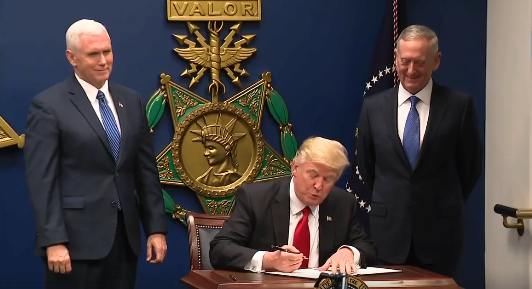
الرئيس الأمريكي دونالد ترامب يوقع على الأمر، ويحيط به نائب الرئيس مايك بنس (يسار) ووزير الدفاع جيمس ماتيس (يمين).

تضمن الأمر التنفيذي 13769 خفض عدد اللاجئين الذين سيتم قبولهم في الولايات المتحدة في عام 2017 إلى 50,000 لاجئ، وتعليق برنامج قبول اللاجئين الأمريكي لمدة 120 يومًا، وتعليق دخول اللاجئين السوريين إلى أجل غير مسمى. كما تم تعليق دخول مواطني دول لا تلبي معايير الفحص بموجب قانون الهجرة الأمريكي لمدة 90 يومًا. وشملت هذه الدول في البداية إيران، ليبيا، الصومال، السودان، سوريا، واليمن. أضيف العراق في البداية، ولكنه أُزيل لاحقًا بعد انتقادات حادة من الحكومة العراقية ووعود بتحسين إجراءات الفحص بالتعاون معها. تم السماح ببعض الاستثناءات على أساس كل حالة على حدة.
أثار الأمر التنفيذي موجة من الاحتجاجات والإدانات على نطاق واسع. تم احتجاز أكثر من 700 مسافر في المطارات الأمريكية، وألغيت 60,000 تأشيرة بشكل مؤقت. وصف النقاد الأمر بأنه "حظر للمسلمين"، وذلك لأن ترامب كان قد دعا سابقًا إلى حظر مؤقت لدخول المسلمين إلى الولايات المتحدة خلال حملته الانتخابية. كما أشار النقاد إلى أن جميع الدول المتأثرة كانت ذات أغلبية مسلمة، على الرغم من أن المسلمين المتأثرين لم يمثلوا سوى 12% من إجمالي السكان المسلمين في العالم. كما اقترح البعض أن استثناء دول مثل السعودية والإمارات يرجع إلى وجود علاقات تجارية لترامب معها.
في 3 فبراير 2017، أصدرت محكمة اتحادية أمرًا قضائيًا مؤقتًا بوقف تنفيذ الأمر، وتم تأييد هذا القرار من قبل محكمة الاستئناف للدائرة التاسعة في 9 فبراير 2017. نتيجة لذلك، أوقفت وزارة الأمن الداخلي  تنفيذ أجزاء من الأمر التنفيذي، وأعادت وزارة الخارجية تفعيل التأشيرات التي تم إلغاؤها.
تم استبدال الأمر التنفيذي 13769 لاحقًا بـالأمر التنفيذي 13780 ثم بـالإعلان الرئاسي 9645. في 26 يونيو 2018، أيدت المحكمة العليا الأمريكية الإعلان الرئاسي 9645 وحظر السفر المرتبط به بأغلبية 5-4، مع رأي الأغلبية الذي كتبه رئيس المحكمة جون روبرتس.
في 20 يناير 2021، ألغى الرئيس جو بايدن الأمر التنفيذي 13780 والإعلانات الرئاسية المرتبطة به من خلال الإعلان الرئاسي 10141، وذلك بعد توليه منصبه مباشرة.

## اقتراح حظر المسلمين المؤقت كخلفية
في إشارات أوردها ترامب بعد هجمات باريس في نوفمبر 2015، صرح بأنه يدعم إنشاء قاعدة بيانات لتتبع المسلمين في الولايات المتحدة الأمريكية وتوسيع نطاق المراقبة على المساجد. الأمر الذي أثار إستنكارات حادة من قبل منافسيه الرئاسيين الجمهوريين وردود فعل «بعدم التصديق» من قبل خبراء قانونيين.
وفي 7 ديسمبر 2015، وفي رد فعل على هجوم سان بياردينو، دعا ترامب إلى حظر دخول أي مسلم للولايات المتحدة. وأصدر بيانا مكتوبا يقول فيه «إن دونالد ج. ترامب يدعو إلى حظر كامل وشامل لدخول المسلمين للولايات المتحدة الأمريكية لحين تمكن ممثلي البلاد من فهم ما يحصل» الأمر الذي كرره لحشود في تجمعات سياسية في مناسبات لاحقة.
في اليوم التالي، 8 ديسمبر 2015، أصدر البنتاغون تصريحًا يحمل تعبيرًا عن القلق، وينص أن تعليقات ترامب قد تشد أزر نوايا داعش. وأصدر كل من رئيس وزراء المملكة المتحدة ديفيد كاميرون ورئيس وزراء فرنسا مانويل فالس تصريحات تشجب ترمب لحقت بيانه الصحفي. كما إنتقدت زعامات بارزة في الحزب الجمهوري من ضمنها رئيس اللجنة الوطنية الجمهورية راينس بريبوس ترمب وتصريحه.
وبعد تصريحات ترامب المثيرة للجدل بخصوص المهاجرين المسلمين، أطلقت عريضة إلكترونية لبرلمان بريطانيا، تدعو فيه أمين سر الشؤون الداخلية للحكومة البريطانية لمنع ترامب من دخول البلاد. ووصل عدد الموقعين لأكثر من نصف مليون، وهو الحد اللازم لبدء نقاش في البرلمان حول الموضوع. وفي 18 يناير ناقش مجلس العموم البريطاني هل يمنع دخول ترامب من البلاد؛ إلا أنه وبالرغم من وصف البعض في المجلس أقوال ترامب بأنها «مجنونة» و«عدائية»، إلا أن معظم أعضاء المجلس كان معارضًا للتدخل في العملية الانتخابية لبلد آخر، ولم يجر التصويت.
بدا لاحقا أن ترامب قد غير موقفه من المسلمين، ففي مايو صرح بأن الحظر الذي يقترحه كان «اقتراح وحسب». وفي يونيو صرح بأن الحظر المؤقت سينطبق على الناس القادمين من بلدان لها تاريخ مثبت في الإرهاب ضد الولايات المتحدة الأمريكية وحلفائها. كما علق ترامب قائلا بأنه «لن يضايقه» إن كان دخل المسلمون من أسكتلندا إلى الولايات المتحدة.
سبب ترامب مزيدًا من الجدل عندما روى حكاية تشوبها الشكوك حول كيف أطلق الجنرال الأمريكي جون ج. بيرشنج النار على إرهابي مسلم برصاص مغموس بدم خنزير لردعهم أثناء ثورة المورة. قام مجلس العلاقات الإسلامية-الأمريكية باستنكار تصريحاته بشدة.

## ردود الفعل
واجه ترامب انتقادات لهذا القرار التنفيذي، وقال زعيم الأقلية الديمقراطية في مجلس الشيوخ تشاك شومر أن «الدموع تنهمر على خدي تمثال الحرية الليلة حيث تم الدعس على تقليد في أمريكا، بالترحيب بالمهاجرين والذي كان موجودًا منذ تأسيس أمريكا.» وقال السيناتور بيرني ساندرز إن الأمر «يصب في مصلحة المتعصبين الراغبين في إلحاق الأذى بأمريكا». واستنكرت عضوة مجلس الشيوخ عن ولاية كاليفورنيا كامالا هاريس و‌مجلس العلاقات الأمريكية الإسلامية الأمر ووصفاه بأنه «حظر على المسلمين». كما واجه انتقادات من ملالا يوسفزي، و‌مادلين أولبرايت، و‌مارك زوكربيرغ.
أدانت فرنسا وألمانيا الأمر، حيث قال وزيرا خارجية البلدين في مؤتمر صحفي مشترك أن «الترحيب باللاجئين الذين يفرون من الحروب والاضطهاد هو جزء من واجبنا» وأن «الولايات المتحدة هي دولة تتمتع فيها التقاليد المسيحية بمعنى هام، محبة جارك هي قيمة مسيحية كبرى، والتي تشمل مساعدة الناس».
وذكر رئيس الوزراء الكندي جاستن ترودو أن كندا ستواصل الترحيب باللاجئين بغض النظر عن عقيدتهم. وقالت رئيسة الوزراء البريطانية تيريزا ماي أن «الولايات المتحدة مسؤولة عن سياستها بشأن اللاجئين». ولوحظ في وسائط الإعلام البريطانية، مثل صحيفة التلغراف و‌هيئة الإذاعة البريطانية، أنها لم تنتقد الأمر التنفيذي.
ولقد أشاد بعض السياسيين بالأمر، وقال رئيس مجلس النواب بول راين أن ترامب كان «محق للتأكد من أننا نبذل كل جهد ممكن لنعرف بالضبط من الذي يدخل بلدنا» مشيرًا إلى أنه يؤيد برنامج إعادة توطين اللاجئين، وقال عضو الكونغرس الجمهوري بوب غودلات «إنه مسرور بأن الرئيس ترامب يستخدم الأدوات التي منحها لهُ الكونغرس والسلطة الممنوحة بموجب الدستور للمساعدة في الحفاظ على أمن أمريكا وضمان معرفتنا بالداخلين إلى الولايات المتحدة». وقال متحدث باسم رئيس جمهورية التشيك ميلوش زيمان إن «ترامب يحمي بلاده وإنه يهتم بسلامه مواطنيه، بالضبط ما لا تفعله نخبة الاتحاد الأوروبي». قال السياسي الهولندي خيرت فيلدرز أن الأمر كان «السبيل الوحيد للبقاء آمن + حر. سأفعل نفس الشيء. نأمل منكم إضافة المزيد من البلدان الإسلامية مثل السعودية قريبًا». وتعهد حاكم فيرجينيا تيري ماكوليف وحاكم نيويورك أندرو كومو بأن تنظر ولايتهما في كيفية مساعدة اللاجئين في مطارات الولايات. في 28 يناير، تجمع آلاف المتظاهرين في المطارات في جميع أنحاء الولايات المتحدة احتجاجًا على توقيع الأمر واحتجاز الرعايا الأجانب.

## وصلات خارجية
- نص الأمر التنفيذي 13769 عبر صحيفة نيويورك تايمز